# Хейден, Себальд
Себальд Хейден, или Зе́бальд Хе́йден (нем. Sebald Heyden; 7 декабря 1499, Брук (нем. Bruck) — 9 июня 1561, Нюрнберг) — немецкий композитор и музыкальный теоретик.

## Биография
В детстве переехал в Нюрнберг. В 1515 году поступил в университет Ингольштадта, где получил степень магистра. Вскоре после этого Хейден вернулся в Нюрнберг, где и жил до конца жизни. В 1519 году был назначен кантором, а с 1521 года и ректором школы Spitalschule в Нюрнберге. В 1625 году Хейден стал ректором школы Святого Себальда (небесный покровитель Нюрнберга), где перешёл в лютеранство.
Автор «Страстей», псалмов и другой церковной музыки. Сочинил несколько лютеранских церковных песен («хоралов»), в том числе хорал «O Mensch, bewein dein Sünde groß», который Бах использовал в «Страстях по Матфею». Однако наибольший вклад Хейден внес в музыкальную теорию, опубликовав три трактата: «Rudimenta» (Нюрнберг, 1529), «Musica, id est Artis canendi, libri duo» (Нюрнберг, 1537) и «De arte canendi, ac vero signorum in cantibus usu, libri duo» (Нюрнберг, 1540). Учение о мензуральной ритмике Хейдена оказало влияние на Грегора Фабера и других немецких теоретиков музыки XVI века.